# Bryant Washburn

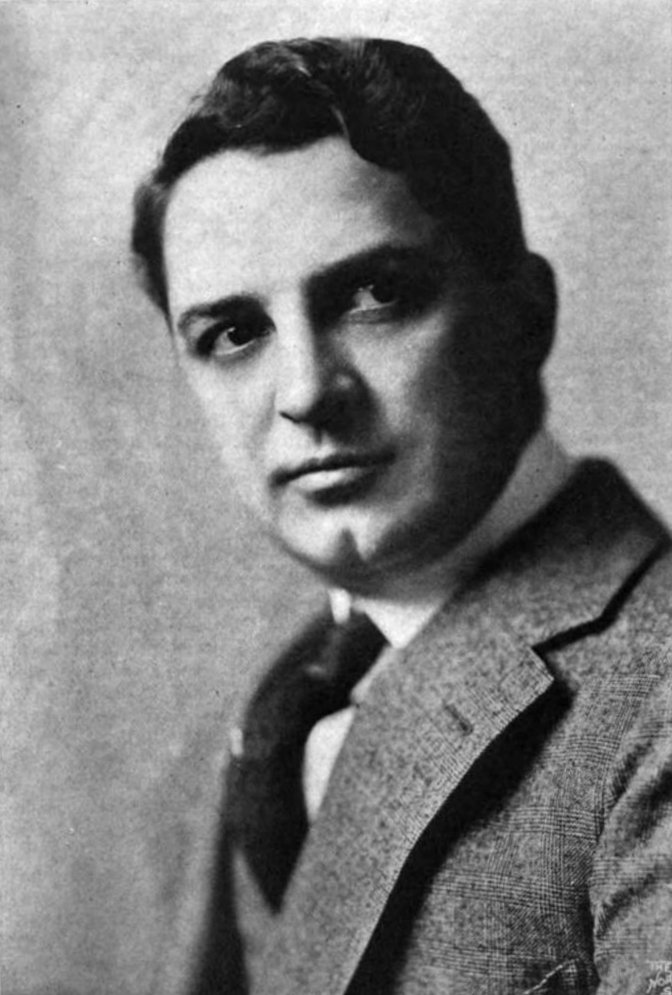
Bryant Washburn (um 1920)

Franklin Bryant Washburn III (* 28. April 1889 in Chicago, Illinois; † 30. April 1963 in Hollywood, Kalifornien) war ein US-amerikanischer Schauspieler.

## Leben
Bryant Washburn hatte zunächst auf regionalen Theaterbühnen Schauspielerfahrung gesammelt, unter anderem in Chicago. Danach ging er zum Film. Spätestens ab 1913 wurde er einer der Hauptdarsteller der Essanay Film Gesellschaft. In den 1910er- und beginnenden 1920er-Jahren gehörte er zu den populären Leading Mens des amerikanischen Kinos. Gelegentlich trat er gemeinsam mit seiner damaligen Ehefrau Mabel Forrest als Filmpartnerin auf.
Etwa ab Mitte der 1920er Jahre wurde Washburn zunehmend auf Nebenrollen zurückgedrängt. Eine solche spielte er 1925 in Auf nach Illustrien, der Verfilmung des Kinderbuches Der Zauberer von Oz durch Larry Semon, als Prinz Kynd, seine aus heutiger Sicht vielleicht bekannteste Rolle. Er trat in zahlreichen Zweiakter-Filmkomödien von Hal Roach auf, im Allgemeinen als Nebendarsteller neben aufstrebenden neuen Stars wie Jean Harlow oder Oliver Hardy, der schon in der Wizard-of-Oz-Verfilmung neben Washburn agierte.
Auch in der Tonfilmzeit spielte Washburn oft kleinere, seltener größere Nebenrollen. In zahlreichen Western und Serials stellte er nun Nebenfiguren dar. Häufig verkörperte er nunmehr respektable ältere Herren, die mitunter frühzeitig vom Schurken ermordet wurden. 1947 zog er sich vom Filmgeschäft zurück, nachdem er seit 1911 in über 330 Filmen aufgetreten war.
Bryant Washburn war zweimal verheiratet. Aus der ersten Ehe mit der Schauspielerkollegin Mabel Forrest gingen zwei Söhne hervor, von denen einer, Bryant Forrest Washburn junior (1915–1960, Abkürzung: B. W. IV) zeitweilig, in den 1930er Jahren als Filmschauspieler aktiv war. Nachdem diese Ehe geschieden wurde, heiratete Forrest eine andere Schauspielerkollegin, Virginia Vance, mit der er von 1929 bis zu deren Tod 1942 verheiratet blieb. Aus dieser Ehe ging eine Tochter hervor.

## Filmografie (Auswahl)
- 1911: The New Manager (Kurzfilm)
- 1914: One Wonderful Night
- 1915: Graustark
- 1915: The Alster Case
- 1917: Skinner's Baby
- 1918: The Ghost of the Rancho
- 1918: The Gypsy Trail
- 1920: The Sins of St. Anthony
- 1920: What Happened to Jones
- 1923: Mary of the Movies
- 1923: Rupert of Hentzau
- 1923: Hollywood
- 1924: Try and Get It
- 1925: Auf nach Illustrien (Wizard of Oz)
- 1926: Eine tolle Brautjagd (Wet Paint)
- 1927: König der Könige (The King of Kings)
- 1927: Fräulein Laura – seine Witwe (The Love Thrill)
- 1927: Sanatorium 'Zur Liebe' (Beware of Widows)
- 1928: Jazzland
- 1931: Stout Hearts and Willing Hands (Kurzfilm)
- 1932: What Price Hollywood?
- 1932: A Parisian Romance
- 1933: Revolution der Jugend (This Day and Age)
- 1934: Cleopatra
- 1935: The Call of the Savage
- 1936: Gefahr! (And Sudden Death)
- 1936: Hollywood Boulevard
- 1937: The Westland Case
- 1939: Ringo (Stagecoach)
- 1940: Abe Lincoln in Illinois
- 1941: Adventures of Captain Marvel (Serial)
- 1941: Blüten im Staub (Blossoms in the Dust)
- 1941: Babes on Broadway
- 1942: Dr. Kildare’s Victory
- 1942: We Were Dancing
- 1942: Schiff ahoi! (Ship Ahoy)
- 1942: For Me and My Gal
- 1943: Nacht der tausend Sterne (Thousands Cheer)
- 1943: Der Tolpatsch und die Schöne (I Dood It)
- 1944: Die Rache des Gorilla (Nabonga)
- 1945: Johnny Angel
- 1947: Sweet Genevieve